# Celos aun del aire matan
Celos aun del aire matan es una ópera barroca en tres jornadas fechada en 1660, con libreto de Pedro Calderón de la Barca y música de Juan Hidalgo de Polanco. Se trata del primer intento de fiesta real de ópera cantada que se conserva en España. 

## Gestación
Con motivo de la Paz de los Pirineos y las bodas de la infanta María Teresa de Austria —hija de Felipe IV— con el rey Luis XIV de Francia, la Corona española quiso emular las producciones de ópera italiana que se realizaban en la corte francesa, y por ello patrocinó para los festejos la puesta en escena de dos representaciones en las que todo el texto debía ser cantado: por un lado La púrpura de la rosa (1659), donde se emulaba la fábula de Venus y Adonis, y por otro Celos aun del aire matan, en torno al mito de Céfalo y Procris. 
Ambas óperas, primeras realizadas en el mundo hispano, son fruto de la estrecha colaboración entre Calderón de la Barca -el más afamado poeta de la corte de Felipe IV- y Juan Hidalgo -compositor más apreciado de tonos humanos y música teatral de la Real Cámara-, iniciada desde 1660 hasta el fallecimiento del dramaturgo dos décadas más tarde. El uso político de estas representaciones fue evidente, y la casa real puso todo su empeño en realizar una grandiosa puesta en escena con los discípulos italianos del escenógrafo Baccio del Bianco, que se encargaron de los cuatro cambios de escenario de La púrpura y los cinco de Celos.
El estreno de Celos aun del aire matan, aunque previsto para el 28 de noviembre en el Coliseo del Palacio del Buen Retiro, tuvo que aplazarse hasta el 5 de diciembre debido a la insuficiencia y falta de preparación de los actores, pese a los dos largos meses que duraron los ensayos -en los que Luisa Romero, haciendo el papel de Céfalo, se cayó desde una tramoya y tuvo que ser sustituida por el contralto Gabriel López-. La ópera tuvo, al menos, tres reposiciones posteriores en Madrid durante los siguientes años: el 12 de febrero de 1679, el 10 de diciembre de 1684 y el 12 de febrero de 1697, todas ellas con probables variantes textuales o musicales.

## Fuentes manuscritas

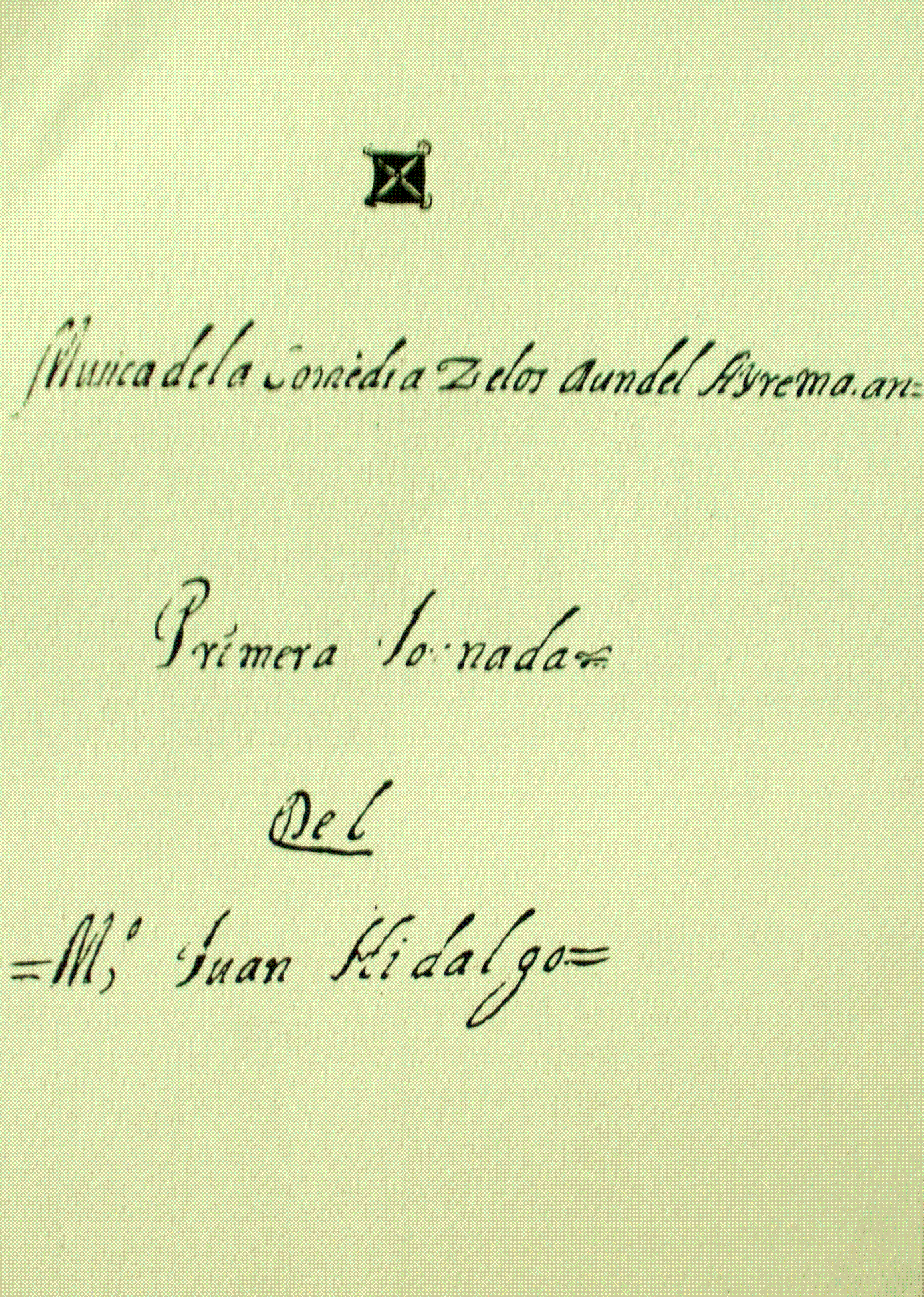
Portada de la ópera Celos aun del aire matan

## Argumento

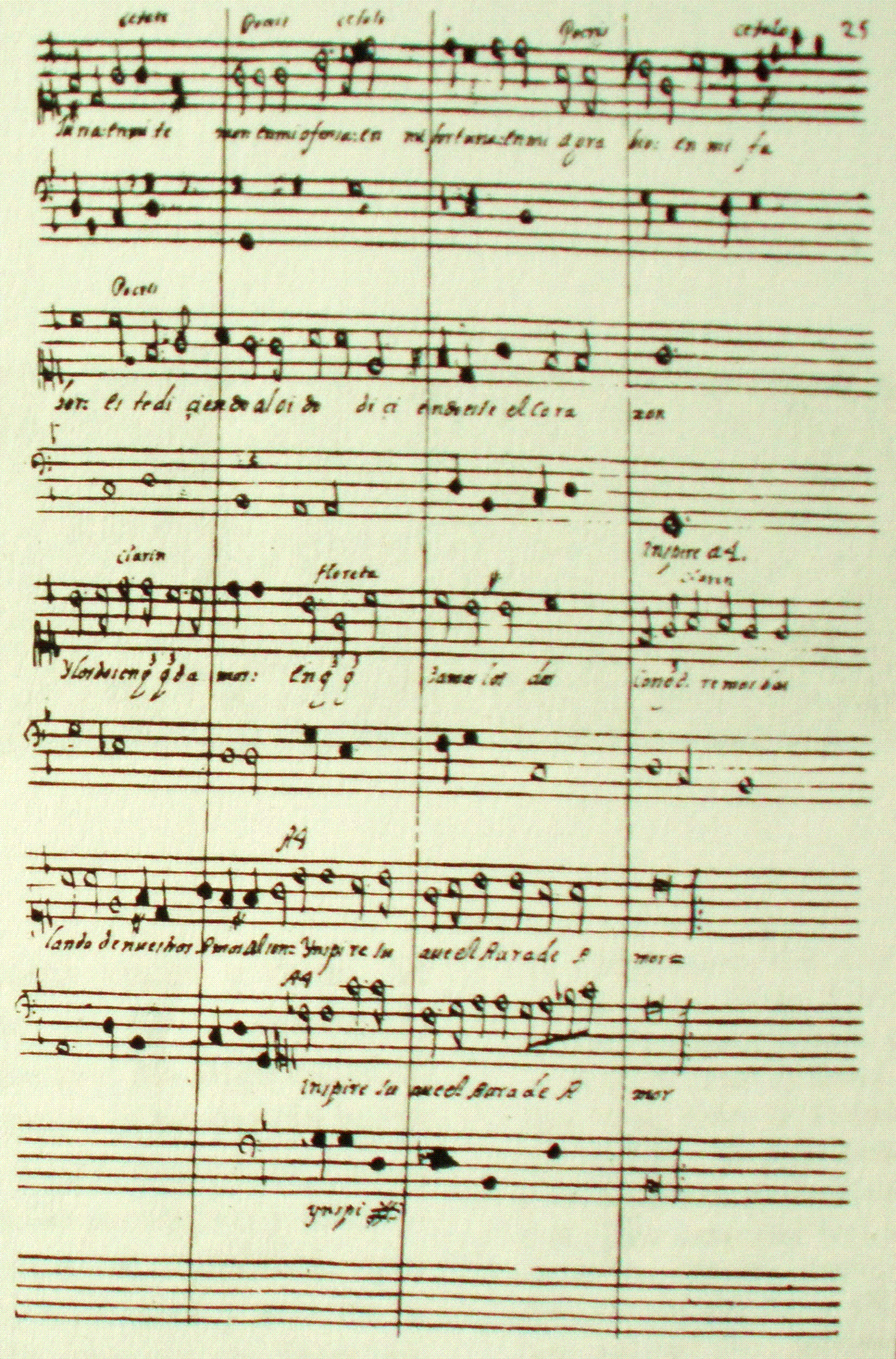
Fragmento de la ópera Celos aun del aire matan

## Estilo y aspectos musicales

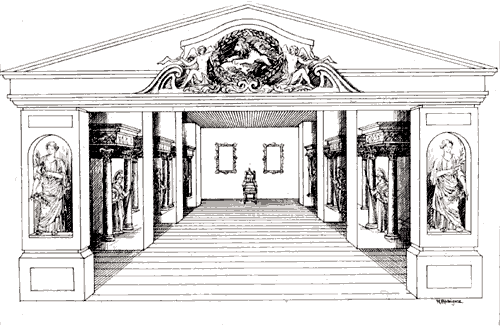
Dibujo del Coliseo del Buen Retiro con la distribución de aposentos. Archivo de Palacio, Madrid.

## Ut Pictura Poesis

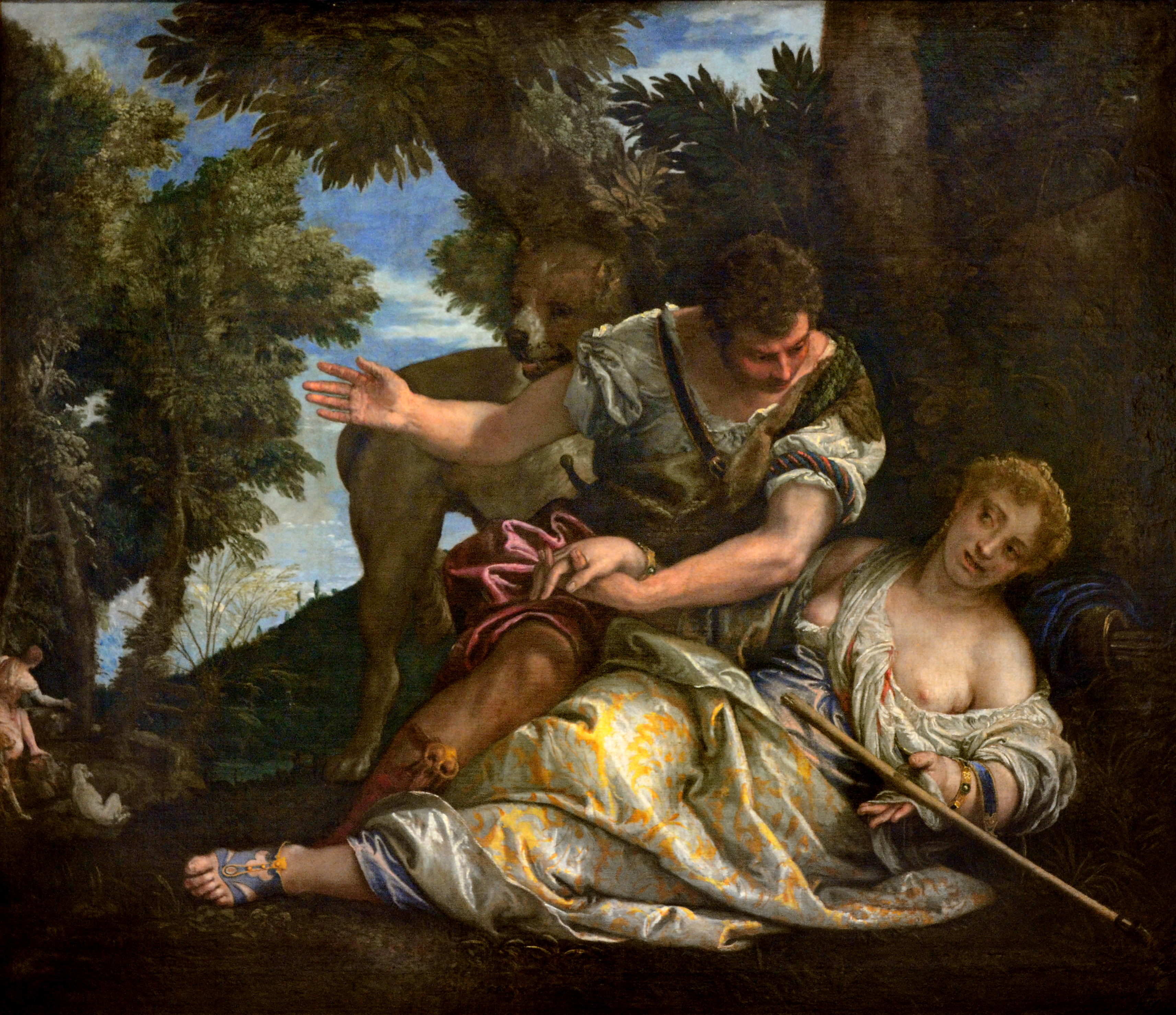
Céfalo y Procris, Paolo Veronese, 1580 - 1582. Óleo sobre lienzo, 162 x 185 cm. Musée des Beaux-Arts de Estrasburgo, Francia